# Adolfo Valencia
Adolfo José Valencia Mosquera (Buenaventura, 6 de fevereiro de 1968) é um ex-futebolista colombiano. Atuava como atacante.
Ficou conhecido pelo apelido de El Tren, em virtude de seu porte físico.

## Biografia

### A estreia no Santa Fé e a passagem pelo Bayern
Sua estreia como profissional deu-se no ano de 1988, no Independiente Santa Fé, equipe que viria a defender novamente em mais dois períodos (1995-96 e 2002). Sua velocidade e capacidade goleadora chamaram a atenção de equipes europeias, e o Bayern de Munique o contratou no ano de 1993.
Não tendo agradado tanto na equipe bávara, Valencia foi para o Atlético de Madri no ano de 1994, mas seu desempenho pelos Colchoneros também foi abaixo do esperado. Regressaria ao Santa Fé em 1995, no entanto, recebeu proposta do América de Cali, prontamente aceita. Suas atuações pelos Diabos Vermelhos também foram abaixo das expectativas (19 jogos, nove gols), o que não impediram El Tren de voltar à Europa, agora para atuar pela Reggiana. Mais um insucesso para o atacante, que começava a sentir um declínio em sua carreira.

### Regresso à Colômbia, desempenho no PAOK  e atuações pelo MetroStars
Voltou mais uma vez à Colômbia, agora para defender o Independiente de Medellín, onde reencontrou o bom futebol que o consagrou em terras colombianas. Mais uma temporada, e ele regressou novamente à Europa, dessa vez para jogar pelo modesto PAOK, time de nível médio da Grécia. A velocidade de Valencia cativou os torcedores gregos, que lamentaram a perda do ídolo para o então nascente futebol dos Estados Unidos, onde Valencia desembarcou em 2000, para vestir a camisa do MetroStars.

### Regresso ao Santa Fé, passagens por China e Venezuela e fim de carreira
El Tren deixou o MetroStars em 2001, após 48 partidas e 21 gols pela equipe da Big Apple. Após tirar um ano sabático, ele voltou ao futebol e ao Santa Fé, mas sua terceira passagem foi muito infeliz, apesar dos onze gols marcados. Com o contrato rompido, Valencia se mudou para o futebol chinês, onde atuou pelo Zhejiang Lücheng. Nesta passagem, marcou 14 gols em 31 partidas pelos Verdes.
De volta à América do Sul, foi jogar na vizinha Venezuela, pelo Maracaibo. Retornou à China em 2003, novamente atuando pelo Zhejiang Lücheng, onde encerrou sua carreira aos 36 anos, em 2004.

## Seleção da Colômbia
Pela Seleção da Colômbia, Valencia jogou 37 partidas e marcou 14 gols entre 1992 e 1998. Participou das Copas de 1994 e 1998.

## Títulos
- América de Cali: Camnpeonato Colombiano de 1997
- Bayern de Munique: Campeonato Alemão 1993-94
- Maracaibo: Campeonato Venezuelano de 2003